# Physostegia leptophylla
Physostegia leptophylla är en kransblommig växtart som beskrevs av John Kunkel Small. Physostegia leptophylla ingår i släktet drakmyntor, och familjen kransblommiga växter. Inga underarter finns listade i Catalogue of Life.